# Alfa Romeo 2600 Berlina De Luxe
Als Alfa Romeo 2600 Berlina De Luxe (werksintern: Tipo 106.16) wurde von 1966 bis 1967 eine viertürige Limousine verkauft, die das italienische Karosseriewerk OSI in Kleinserie herstellte. Das Auto basiert technisch auf dem Alfa Romeo 2600 und hat eine eigenständige, von Giovanni Michelotti entworfene Karosserie. Diese Version wurde nur 54-mal gebaut.

## Entstehungsgeschichte

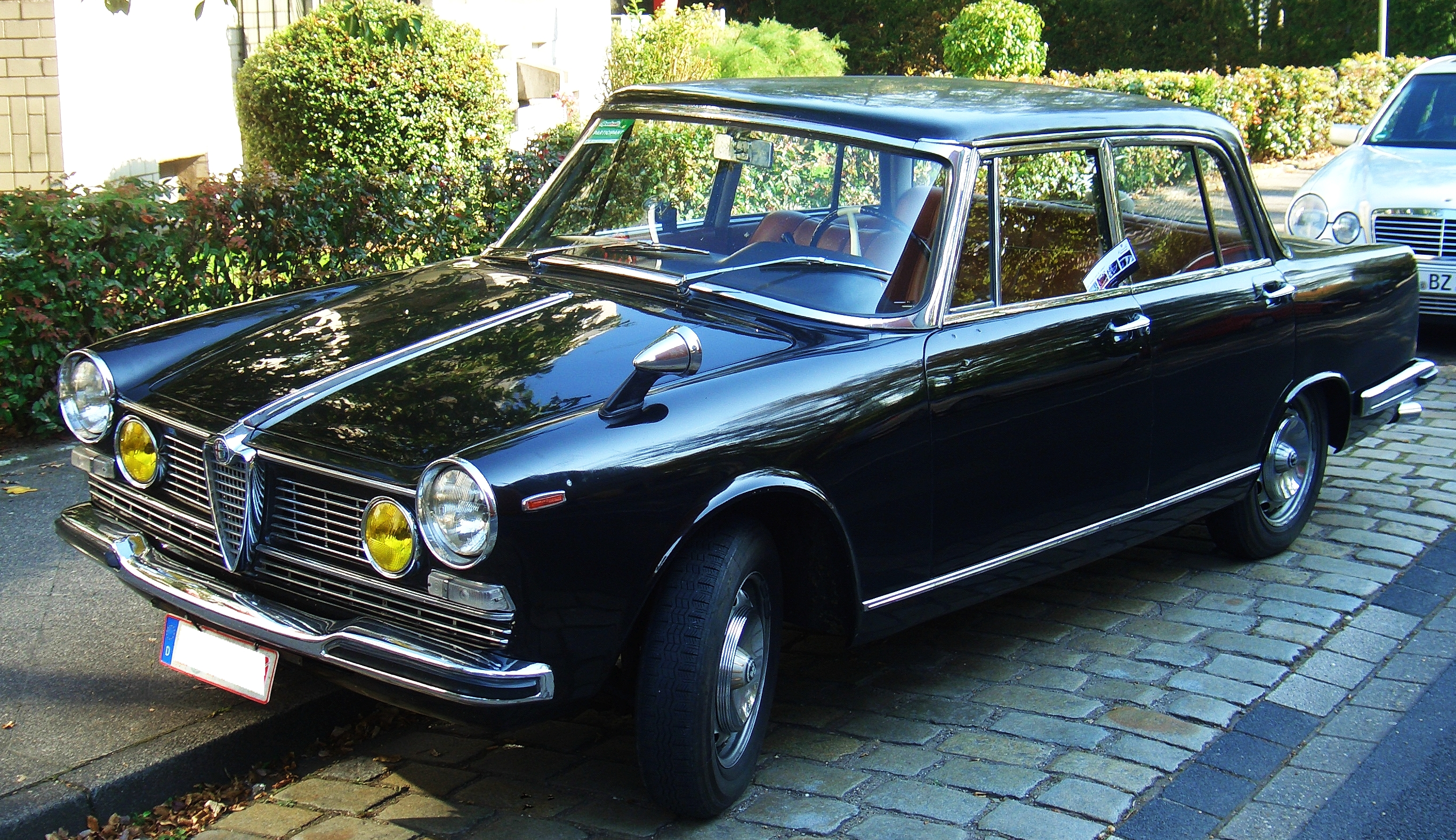
Technische Basis: Alfa Romeo 2600 Berlina mit Werkskarosserie

Im Segment der oberen Mittelklasse war der Mailänder Automobilhersteller Alfa Romeo seit 1961 mit der Baureihe 2600 vertreten, die eine Weiterentwicklung des 1957 eingeführten Alfa Romeo 2000 war. Neben dem zweitürigen, von Bertone entworfenen Coupé Sprint und dem Spider mit Touring-Karosserie gehörte auch eine viertürige Limousine (Berlina) zur Modellfamilie. Ihre Form entsprach weitgehend der der 2000 Berlina von 1957. Im Gegensatz zum 2600 Sprint und 2600 Spider war die streng wirkende, stilistisch veraltete Limousine mit Werksaufbau nur schwer verkäuflich: Üblicherweise setzte Alfa Romeo nur mittlere dreistellige Stückzahlen pro Jahr ab, sodass bis 1969 insgesamt lediglich etwa 2000 Exemplare entstanden.
1964 gestaltete der unabhängige Turiner Designer Giovanni Michelotti eine eigenständige Limousine auf der technischen Grundlage der Alfa Romeo 2600 Berlina. Michelottis Entwurf hatte keine stilistischen Bezüge zur Serienlimousine. Im Winter 1964/65 ließ Michelotti, der im Gegensatz zu vielen anderen Designern zu dieser Zeit keine eigene Werkstatt unterhielt, einen Prototyp bei OSI aufbauen, einem Ableger der etablierten Carrozzeria Ghia. Das Auto wurde im März 1965 auf dem Genfer Autosalon auf dem OSI-Stand erstmals öffentlich ausgestellt. Ein halbes Jahr später präsentierte Alfa Romeo den Wagen in Turin auf dem eigenen Stand.
Ursprünglich war Michelottis Limousine lediglich als Designstudie gedacht; aus nicht geklärten Gründen entschied sich OSI allerdings für eine begrenzte Serienproduktion. Die Fertigung begann 1966 und endete im darauf folgenden Jahr. Die Michelotti-Limousine erhielt die Bezeichnung „Berlina De Luxe“. Alfa Romeo nahm sie in das Werksprogramm auf und verkaufte sie neben der regulären 2600 Berlina.

## Modellbeschreibung
Technisch stimmt Michelottis 2600 Berlina De Luxe weitestgehend mit Alfa Romeos Serienlimousine überein. Wesentliche Unterschiede bestehen dagegen bei der Karosserie.

### Design und Ausstattung

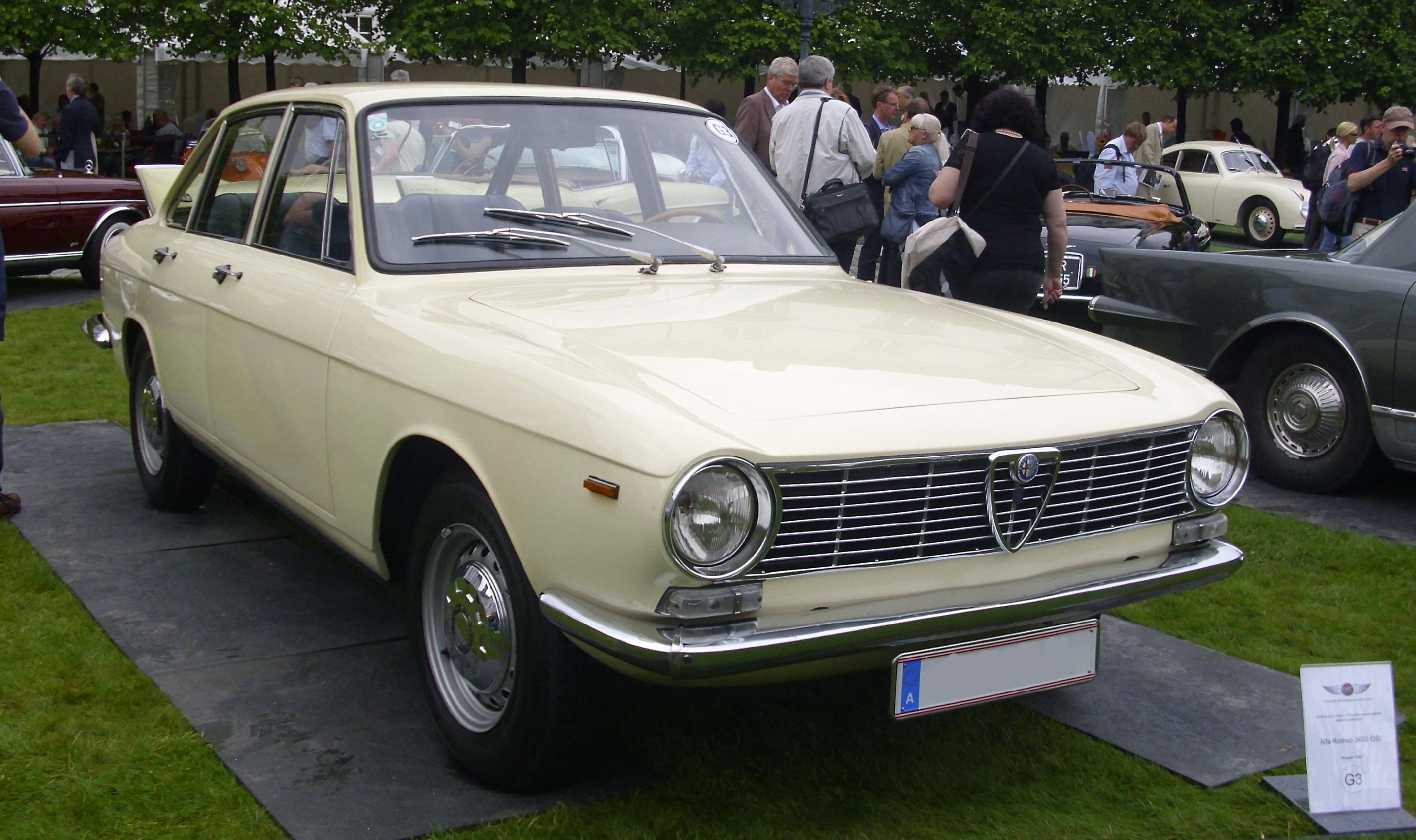
Schlichte Frontpartie

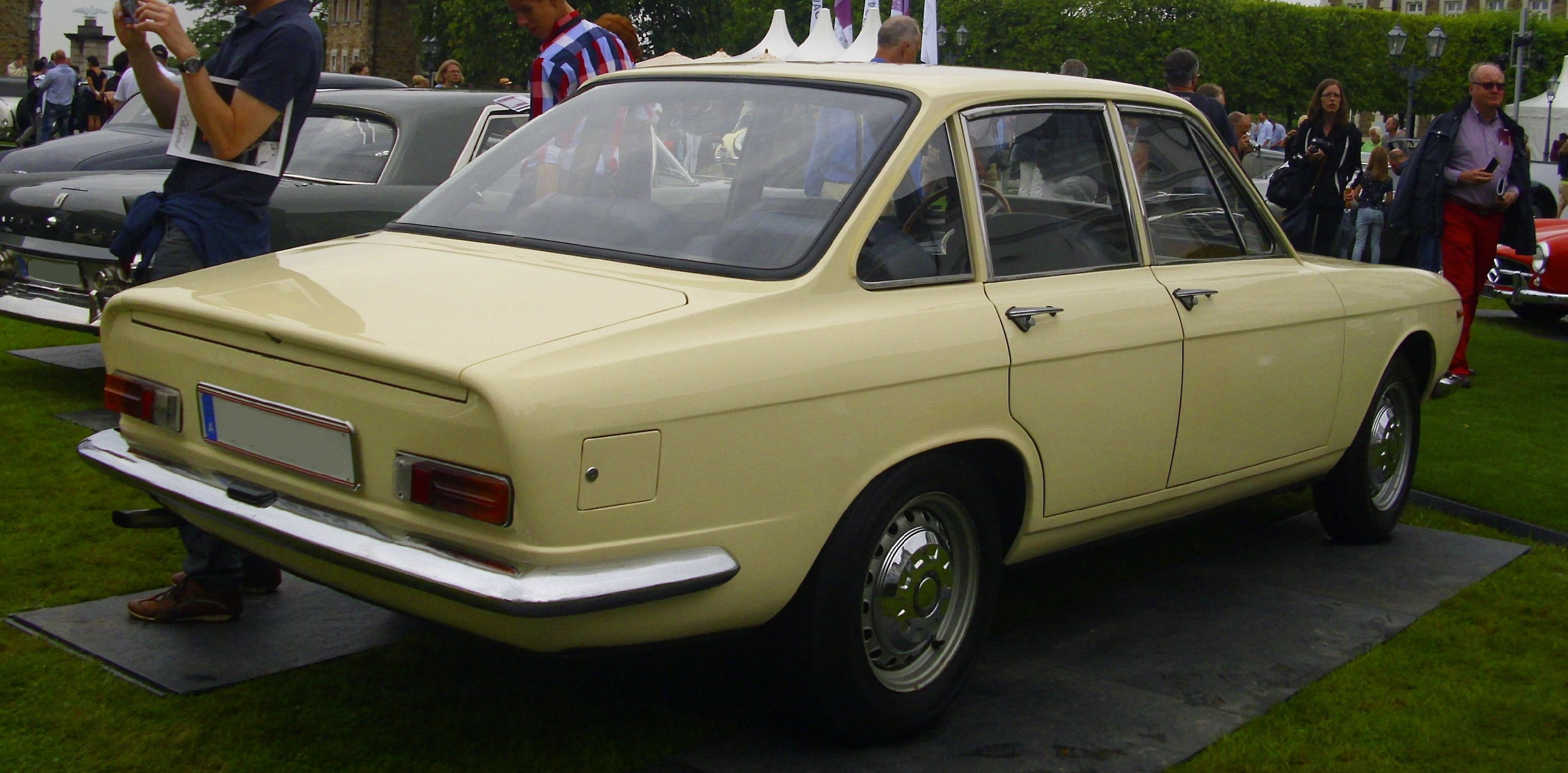
Heckpartie

Der Aufbau der 2600 Berlina De Luxe besteht aus Stahlblech. Michelotti entwarf eine glattflächige Stufenheckkarosserie mit drei Fenstern auf jeder Fahrzeugseite. Die Fahrzeugsäulen sind dünn und ermöglichen eine überdurchschnittliche Rundumsicht. Die B- und C-Säulen stehen annähernd senkrecht, während die D-Säule stark geneigt ist. Die vorderen Kotflügel münden in einzelnen Rundscheinwerfern; darunter sind Blinker und Standlichter angeordnet. Die Kühleröffnung ist mit einem verchromten Gitter verkleidet, das Alfa Romeos Scudetto trägt. Der Kofferraum ist hoch. Das Heckabschlussblech hat eine angedeutete Abrisskante am oberen Ende des Kofferraumdeckels und zeigt im Übrigen große freie Flächen. Oberhalb der hinteren Stoßstange sind die Rückleuchten der Alfa Romeo Giulia Limousine installiert.
Die Alfa Romeo 2600 Berlina De Luxe ist, gemessen am Standard der 1960er-Jahre, hochwertig ausgestattet: Zur Serienausstattung gehören vier mit Leder bezogene Einzelsitze, ein mit Echtholz verkleideter Instrumententräger und eine Klimaanlage.
Michelottis Design wurde teilweise kritisiert. Einige Autoren halten es für „zu schlicht und zu anonym für einen Alfa Romeo“.

### Technik
Die Alfa Romeo 2600 Berlina De Luxe hat die unveränderte Plattform der Werks-Berlina. Der Radstand beträgt bei beiden Versionen 2720 mm.
Angetrieben wird die Berlina De Luxe von einem 2,6 Liter (2584 cm³) großen Reihensechszylindermotor, den Alfa Romeo eigens für die 2600-Reihe entworfen hatte. Wahlweise konnte die Motorvariante der Werks-Berlina mit zwei Doppelvergasern (132 PS) oder die regulär im Sprint und im Spider verwendete, höher verdichtete Version mit drei Doppelvergasern (145 PS) eingebaut werden. Die Kraft wird über ein handgeschaltetes Fünfganggetriebe auf die Hinterräder übertragen. Im Gegensatz zur Werks-Limousine ist die Berlina De Luxe serienmäßig mit einer Mittelschaltung ausgestattet.

## Designverwertung

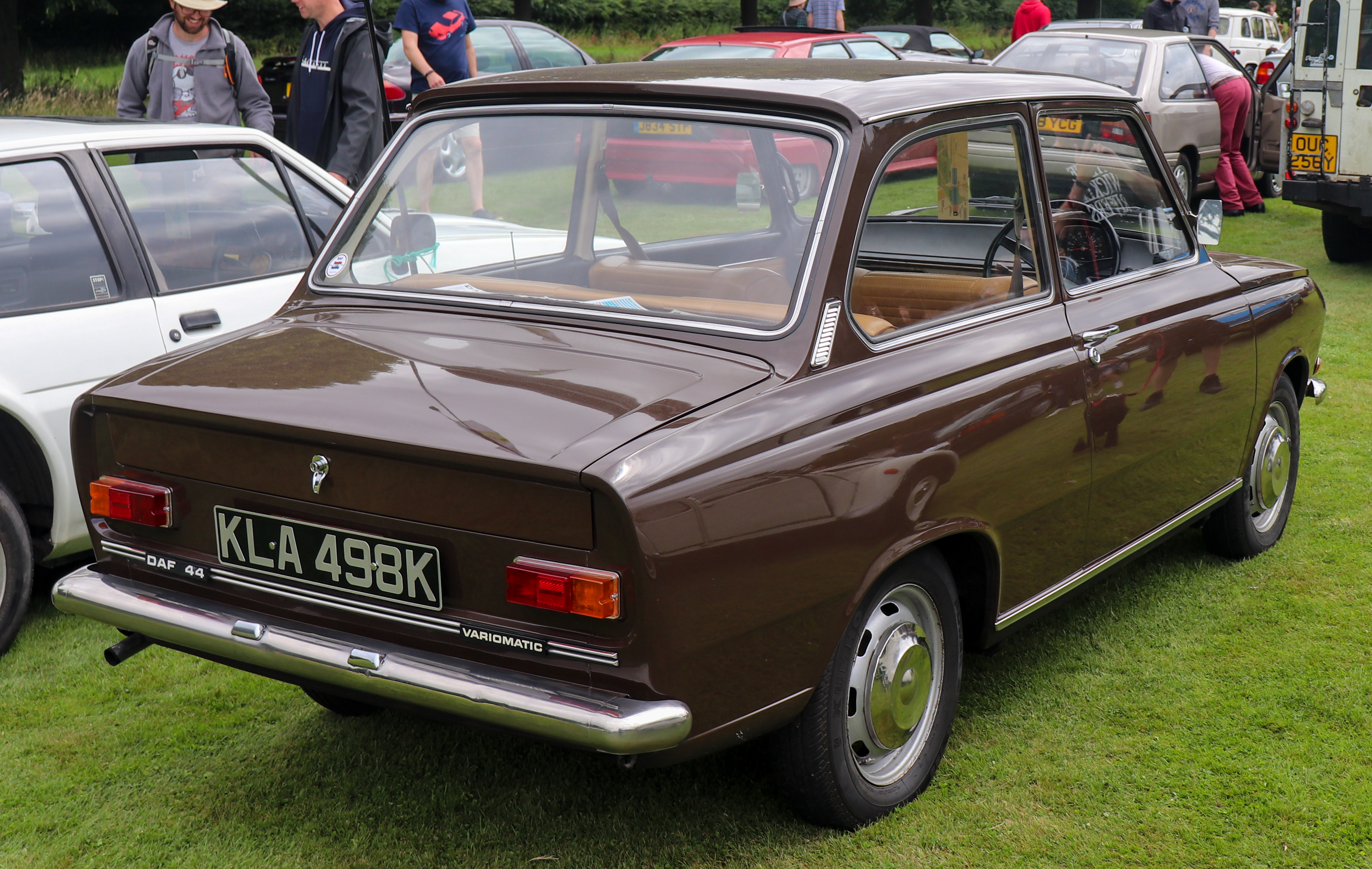
Vergleichbare Heckgestaltung: Michelottis DAF 44

Giovanni Michelotti gilt als aktivster italienischer Automobildesigner; in drei Jahrzehnten entwarf er mehr als 1200 Karosserien oder Karosserievarianten. Viele seiner Konzepte verwendete er mehrfach; vergleichbare Details oder Strukturen finden sich an verschiedenen Michelotti-Entwürfen aus gleicher Periode. Das gilt auch für die Alfa Romeo 2600 Berlina De Luxe: Die dünnen Fahrzeugsäulen, der hohe Kofferraum und das unstrukturierte Heckabschlussblech finden sich auch beim zeitgleich entworfenen Ford Anglia Torino sowie beim DAF 44 und seinen Nachfolgern, die ab 1965 bzw. 1966 in Serie produziert wurden. Der Aufbau des zweitürigen Anglia Torino gilt als vereinfachte Version der Alfa Romeo 2600 Berlina De Luxe und gehört zu Michelottis schwachen Werken: Er sei „der Beweis dafür, dass auch die Besten mal einen schlechten Tag haben können“. Die senkrechte C-Säule mit dem nach hinten anschließenden dreieckigen Seitenfenster findet sich auch bei der 1967 vorgestellten japanischen Mittelklasselimousine Isuzu Florian, an deren Gestaltung Michelotti wahrscheinlich beteiligt war.

## Produktion und Marktlage
Die Alfa Romeo 2600 Berlina De Luxe war nicht erfolgreich. Bis 1966 entstanden nach ganz überwiegenden Quellenangaben lediglich 54 Fahrzeuge; eine einzelne Quelle spricht von 51 Autos. Damit ist die 2600 Berlina De Luxe der seltenste in Serie gefertigte Ableger der 2600-Baureihe. Selbst die teuren und ungewöhnlich gestalteten Zagato-Coupés wurden häufiger verkauft. Eines der Autos ging an den Schah von Persien, der ein Liebhaber italienischer Automobile war.
Ungeachtet ihrer Seltenheit ist die Alfa Romeo 2600 Berlina De Luxe bislang kein hochpreisiger Klassiker. 2020 wurde ein sehr gut erhaltenes Exemplar für nur 24.000 € verkauft.